# Luis Enrique Tord
Luis Enrique Tord Romero (Lima, 27 de enero de 1942 - ibidem, 2 de junio del 2017), fue un historiador, antropólogo, poeta, narrador y político peruano. Destacan sus investigaciones sobre el arte virreinal y sus relatos y novelas de carácter histórico. Ha ocupado cargos gubernamentales y culturales de importancia.

## Biografía
Hijo de Enrique Tord y Lilia Romero. Estuvo casado con Emma Velasco y tuvo 5 hijos. Cursó sus estudios escolares en el Colegio Sagrados Corazones Recoleta (1946-1957). Luego estudió Derecho e Historia en la Pontificia Universidad Católica del Perú, donde conoció a los poetas Washington Delgado, Javier Heraud y Luis Hernández. Por demostrar abiertamente su simpatía por la revolución cubana, fue expulsado de dicho centro de estudios (1962) y pasó a la Universidad Nacional Mayor de San Marcos, donde cursó Antropología graduándose de doctor en 1975. Los trabajos de campo lo llevaron a conocer el interior del país (Ayacucho y Huancavelica). Tiene además un diploma especial en Ciencias Sociales por la Universidad Católica de Lovaina, Bélgica.
Fue asesor para asuntos culturales de la Presidencia de la República con el arquitecto Fernando Belaúnde Terry (1980-1985), miembro y presidente del Comité Interamericano de Cultura de la OEA (1981-1983), Jefe de la delegación del Perú ante la Conferencia Mundial de Políticas Culturales convocada en México por UNESCO (1982) y Jefe del Archivo General de la Nación. Asimismo, fue director del Instituto Nacional de Cultura (actual Ministerio de Cultura) en dos periodos: 1982-1983 y 2000-2001.   
En 1992 fue elegido congresista en el Congreso Constituyente Democrático (1992-1995). También fue elegido regidor en la Municipalidad Metropolitana de Lima por el Partido Solidaridad Nacional en dos oportunidades (2007-2010 y 2015-2017). 
Ha sido catedrático en diversas universidades entre ellas la Universidad de Lima, la Pontificia Universidad Católica del Perú, la Universidad San Martín de Porres y la Universidad Femenina del Sagrado Corazón.
Falleció en Lima el viernes 2 de junio de 2017. Sus restos fueron velados en el Salón de los Espejos del Teatro Municipal, para luego ser cremados.

## Premios y distinciones
- Premio Nacional de Cultura Antonio Miró Quesada (1971)
- Premio Jaime Bausate y Mesa de la Embajada de España (1973)
- Premio Luis Antonio Eguiguren (1974)
- Premio Copé de cuento (1979, 1983, 1987)
- Medalla de oro de la ciudad de Arequipa (1988)
- Huésped Ilustre del Cuzco por la Municipalidad del Cuzco (1993)
- Condecoración Cruz Litteris et Artibus del gobierno de Austria (1997)
- Premio de novela de la Universidad Nacional Federico Villarreal (1998).[3]
- Profesor Honorario de la Universidad Ricardo Palma (2009)
- Huésped Ilustre de la Universidad Privada Antenor Orrego de Trujillo (2011)
- Profesor Honorario de la Universidad Nacional San Antonio Abad del Cuzco (2013)
- Vecino Ilustre y medalla institucional “Manuel Montero Bernales” del distrito de Barranco (Lima).
- Premio del XIX Premio de Novela Corta Julio Ramón Ribeyro, organizado por el BCRP en 2016, por la obra titulada “Pasiones del Norte”.

Instituciones a las que ha sido incorporado
- Sociedad Geográfica de Lima
- Sociedad Bolivariana del Perú
- Sociedad Peruana de Historia
- Instituto de Estudios Histórico Marítimos del Perú
- Miembro correspondiente de la Sociedad Chilena de Historia y Geografía
- Miembro de la Asociación del Museo de Arte de Lima (MALI)
- Miembro de la Junta Directiva del Instituto de Arte Contemporáneo (MAC)
- Miembro de número del Instituto Ricardo Palma

Aportes más destacados a la cultura nacional
- Dar a conocer a la ciencia dieciséis templos coloniales y una capilla renacentista en el valle del Colca (Arequipa)
- Dar a conocer para la ciencia una “Inmaculada Concepción” del pintor italiano radicado en el Perú Angelino Medoro.
- Dar  a conocer para la ciencia una pintura de San Agustín del pintor italiano radicado en el Perú Mateo Pérez de Alesio.
- Dar a conocer para la ciencia una pintura de Cristo del pintor Pedro Pablo Morón.
- Identificación del edificador de la casa de los Cuatro Bustos del Cuzco, el conquistador Juan de Salas Valdés.
- De acuerdo a la crítica literaria nacional y extranjera el representante más importante de la actual novela histórica peruana.
- De acuerdo a la crítica creador de un nuevo género literario al que se ha denominado indagaciones y también revelaciones.

## Publicaciones

### Poesía
- Al dios desconocido (1962)
- Sendero en el agua (1963)
- Origen del sueño (1965)
- Machu Picchu (1973)
- Patria interior (1991)[3]

### Narrativa
Sus relatos, que el crítico Ricardo González Vigil ha denominado indagaciones, son creaciones literarias hechas a manera de informes de investigación histórica. Tord recalca que sus textos son imaginaciones, mas no ficciones. En uno de esos relatos desarrolla la tesis (literaria) de la perpetuación del culto prehispánico de Pachacámac transfigurado en el culto cristiano del Señor de los Milagros, lo que sirvió de punto de partida para que años después la historiadora María Rostworowski desarrollara su tesis histórica sobre la relación entre ambos cultos. Como nota curiosa, agregaremos que otro de sus relatos o indagaciones, en el que sostiene la existencia de Cide Hamete Benengeli, el supuesto coautor del Quijote de Miguel de Cervantes, está elaborado de manera tan convincente que se dio el caso que unos investigadores árabes solicitaran a Tord a que les mostrara los documentos probatorios que supuestamente había encontrado en el Cusco.
- Oro de Pachacámac (1985), relatos. Premio Copé de Cuento 1979.
- Espejo de constelaciones (1991), relatos.
- Sol de los soles (1998 y 2015), novela.
- Fuego secreto (2005), relatos.
- Bestiario celestial (2010), compuesto por 37 "aproximaciones literarias" a los dioses del Antiguo Perú.[5]
- Diana, verano del 53 (Ediciones Altazor, 2011), novela lírica ambientada en Lima, en la época del gobierno de Manuel A. Odría.[6]
- Revelaciones. Relatos reunidos 1979-2011 (Prisa Ediciones, 2011), recopilación de sus relatos,[5] con prólogo de Ricardo González Vigil y presentación del escritor colombiano Germán Arciniegas.
- El palacio del almirante (2007)
- La montaña roja (2008)
- Diana, verano del 53 (2011)
- El Imperio en llamas (2015)
- Pasiones del Norte (2016)

Artículos periodísticos:
- Numerosos artículos culturales y de diversa índole publicados  en el diario “La Prensa” de Lima
- Numerosos artículos culturales en la Revista “Siete Días del Perú y del Mundo” de Lima.
- Numerosos artículos en el diario “El Comercio” de Lima
- Revista “Equis X” de Lima
- Revista “Caretas” de Lima
- Artículos culturales en la revista “Prestigia” del Banco de Crédito del Perú

Himno de Lima
- Autor de la letra del “Himno de Lima”, declarado por el Concejo Provincial de Lima himno oficial de la ciudad.

Cuzco, capital histórica del Perú
- Autor en el Congreso Constituyente (1993-1995) del artículo constitucional que declara al Cuzco capital histórica del Perú.

### Estudios históricos
- Ayacucho, la libertad de América (1974)
- Crónicas del Cuzco (1977)
- El indio en los ensayistas peruanos 1848-1948 (1978)
- Una historia de las artes plásticas del Perú (1980, como parte del tomo IX de la Historia del Perú editada por Juan Mejía Baca).
- Arequipa artística y monumental (1988)
- Obras desconocidas de Pérez de Alesio y Morón (1989)
- Teodoro Núñez Ureta, pintura mural (1989)
- La escultura virreinal en Arequipa y el valle del Colca (1991)
- La imagen de la monarquía inca y española en el arte virreinal del Perú (1994)
- Arte y fe en el Virreinato del Perú (1999).[3]
- “La Casa de los Cuatro Bustos del Cuzco: identificación  de su blasón y altorrelieves” (1978)
- Templos coloniales del Colca,  Arequipa (1983). Texto de presentación del libro por el arquitecto Fernando Belaunde Terry, Presidente Constitucional de la República
- El Virreinato del Perú y el Arte (1986)
- La pintura virreinal en el Cuzco (1989)
- La serie del Zodiaco de Diego Quispe Tito (1989)
- Ángeles del Perú: una indagación  iconográfica (1989)
- El apostolado de la Tercera Orden Franciscana (1989)
- Jorge Vinatea Reinoso (1992)
- Amarilis Indiana (1992)
- La ficción  de la historia y la verdad literaria (1994)
- Una Inmaculada inédita de Angelino Medoro (1994)
- La imagen de la monarquía inca y española en el arte virreinal del Perú (1994)
- El arte virreinal bajo la Casa de Austria (1994)
- El indio en una crónica de César Vallejo (1994)
- Arte y fe en el Virreinato del Perú (1999)
- El  caballo del Perú (2002)
- El palacio de Torre Tagle y las casonas limeñas (2002)
- El barroco en  Arequipa y el valle del Colca (2003)
- El arte en  el antiguo Perú (2003)
- Oro sagrado del Perú (2004)
- Macedonio de la Torre (2004)
- Pregones de Lima (2006)
- Lima antigua – La capital virreinal (2006)
- Lima antigua (2007)
- The colonial churches of Colca – Arequipa (2008)
- Perú: danzas y fiestas tradicionales (2011)
- Gerardo Chávez o el asombro perpetuo (2011)
- Barranco, historia , leyenda y tradición (2015)